# Zöllner István
Zöllner István (Budapest, 1885. június 25. – Budapest, 1909. július 18.) lakatossegéd, birkózó. Az emlékére alapított Zöllner István-vándordíj a korszak rangos birkózó díja volt.

## Élete
Budapesten született 1885. június 25-én. Szülei Zöllner János vasúti fékező és Pasztucha Mária voltak. Lakatossegédként dolgozott a MÁV Északi Járműjavítójában. Munka mellett a műhely sportegyesülete, a Törekvés SE színeiben volt könnyűsúlyú birkózó.
1909. július 18-án egy társasággal együtt a Duna dél-budapesti szakaszán fürdött, ahol egy örvény váratlanul elragadta. Zöllner vízbe fulladt, holttestét egy héttel később Ercsinél vetette ki a folyó. Az ercsi temetőben temették el, a szertartáson a Törekvés SE összes tagja részt vett. Az egyesület nevében Fischer Mór elnök búcsúztatta. Sírkövét 1911-ben leplezték le.

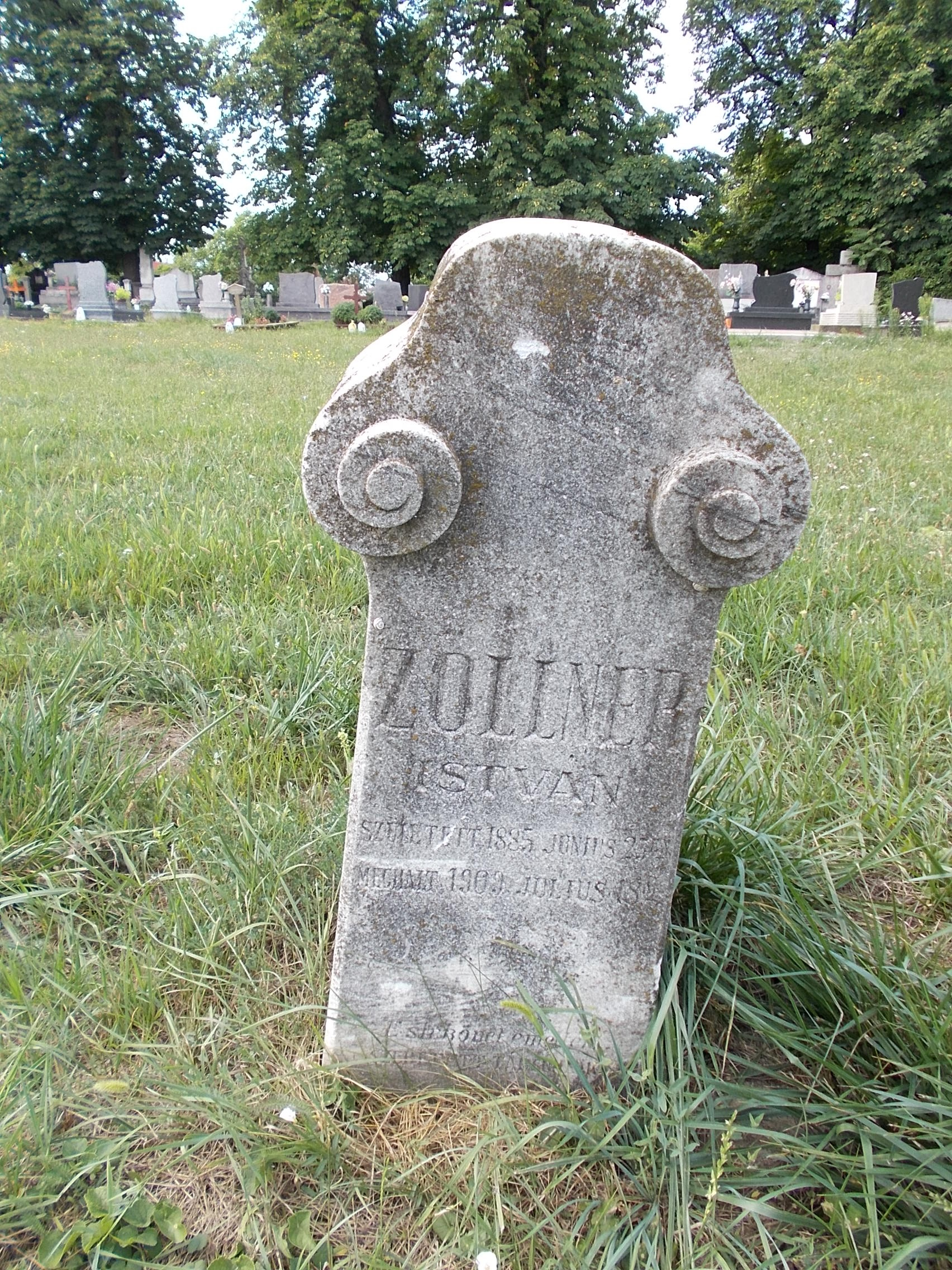
1911-ben felavatott sírköve az ercsi temetőben

## Zöllner István-vándordíj
1911-ben a Törekvés Zöllner emlékére megalapította a birkózóknak járó Zöllner István-vándordíjat. Az első versenyt ugyanebben az évben rendezték. Ezen a Törekvésen kívül az MTK, az MTE, a Postások Sport Egyesülete és a MÁV Gépgyári Sport Kör birkózó szakosztályai indultak. A díjat első ízben az MTK, 1912-ben és 1913-ban a Törekvés nyerte. A díjat összesen három alkalommal osztották ki.